# Cecina de León
La cecina de León es una variedad de cecina que se elabora en la provincia de León con carne de vacuno.  

## Historia
En 2017, en unas excavaciones arqueológicas realizadas en la Peña del Castro (La Ercina), además de un almacén de semillas y cereales, se encontraron restos de carne de vaca curada datados en los primeros años de nuestra era.
La cecina aparece mencionada en diferentes relatos a lo largo de la historia. Así, Gabriel Alonso de Herrera, en su Tratado de Agricultura General, destacaba la cecina y la salazón e indicaba que se podían cecinar diversos tipos de carnes, incluyendo la de vacuno. También en el siglo XVI, la cecina de vacuno aparece mencionada entre las viandas que ofrece la mesonera de La pícara Justina.
En el siglo XIX, Enrique Gil y Carrasco recogió las costumbres leonesas, entre las que se encontraba la producción y el consumo de cecina. A mediados del mismo siglo, y según el Diccionario geográfico-estadístico-histórico de España y sus posesiones de Ultramar, en 1835 se pagaban 6,20 reales por ok de cecina en la plaza Mayor de León, y cada habitante consumía 972 arrobas de cecina en un año.
Aparte de las menciones históricas, el ahumado de los alimentos tiene gran tradición en la provincia de León. Por ejemplo, los arrieros maragatos, que pasaban largas temporadas fuera de casa, procuraban que los víveres durasen todo lo posible, por lo que además del salado y el curado, el ahumado fue habitual como forma de conservar las carnes.

## Características y protección

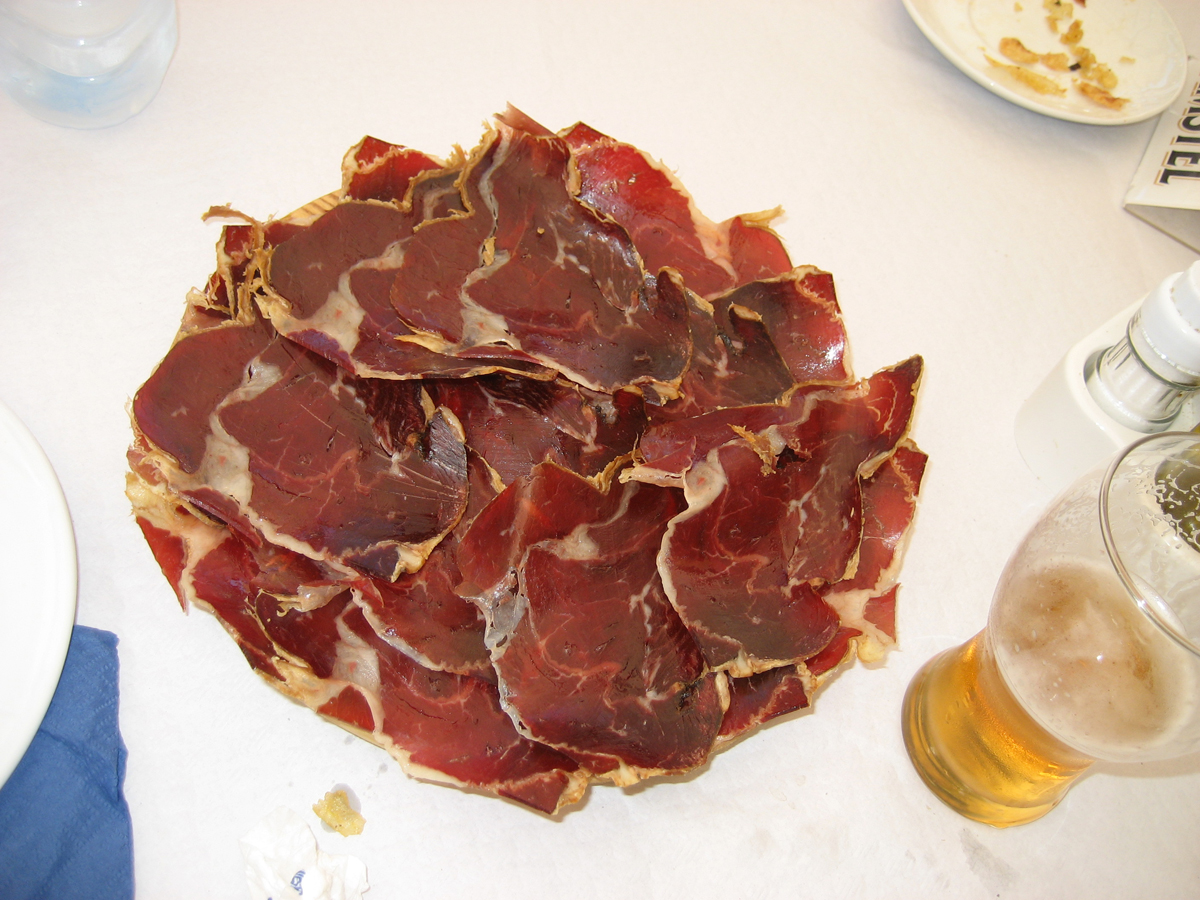
Plato de Cecina de León
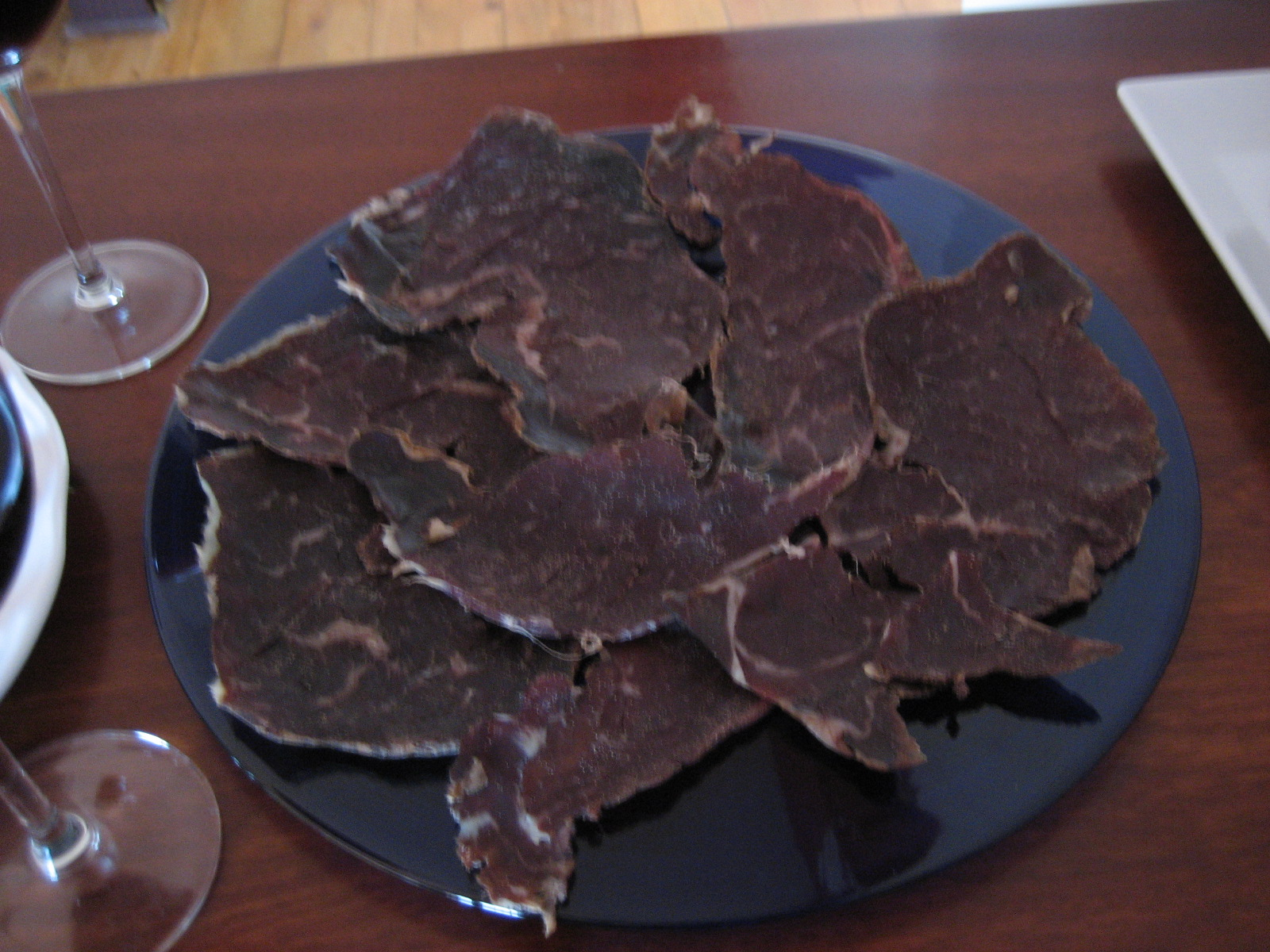
Plato de Cecina de León

Para su elaboración, el producto debe pasar una auditoría anual que demuestre que cumple con una serie de requisitos con le confieren su exclusividad. Así, su materia prima debe ser los despieces de los cuartos traseros de ganado vacuno —tapa, contra, babilla y cadera—, de un mínimo de cinco años de edad y un peso de 400 kilos. Además, el proceso, que consta de seis fases —perfilado, salado, lavado, asentamiento, ahumado y secado o curación— se debe prolongar como mínimo durante siete meses. En 1994 se aprobó el reglamento de la Indicación Geográfica Protegida y su Consejo Regulador por orden de la Consejería de Agricultura y Ganadería de la Junta de Castilla y León, de 17 de enero de dicho año; ese reglamento fue ratificado por el Ministerio de Agricultura, Pesca y Alimentación por orden de 27 de junio del mismo año.